# São Francisco (kommun i Brasilien, Minas Gerais, lat -15,88, long -44,84)
São Francisco är en kommun i Brasilien.   Den ligger i delstaten Minas Gerais, i den sydöstra delen av landet, 300 km öster om huvudstaden Brasília. Antalet invånare är 53 898.
Följande samhällen finns i São Francisco:
- São Francisco

Omgivningarna runt São Francisco är huvudsakligen savann. Runt São Francisco är det ganska glesbefolkat, med 36 invånare per kvadratkilometer.